# Tina Nordlund

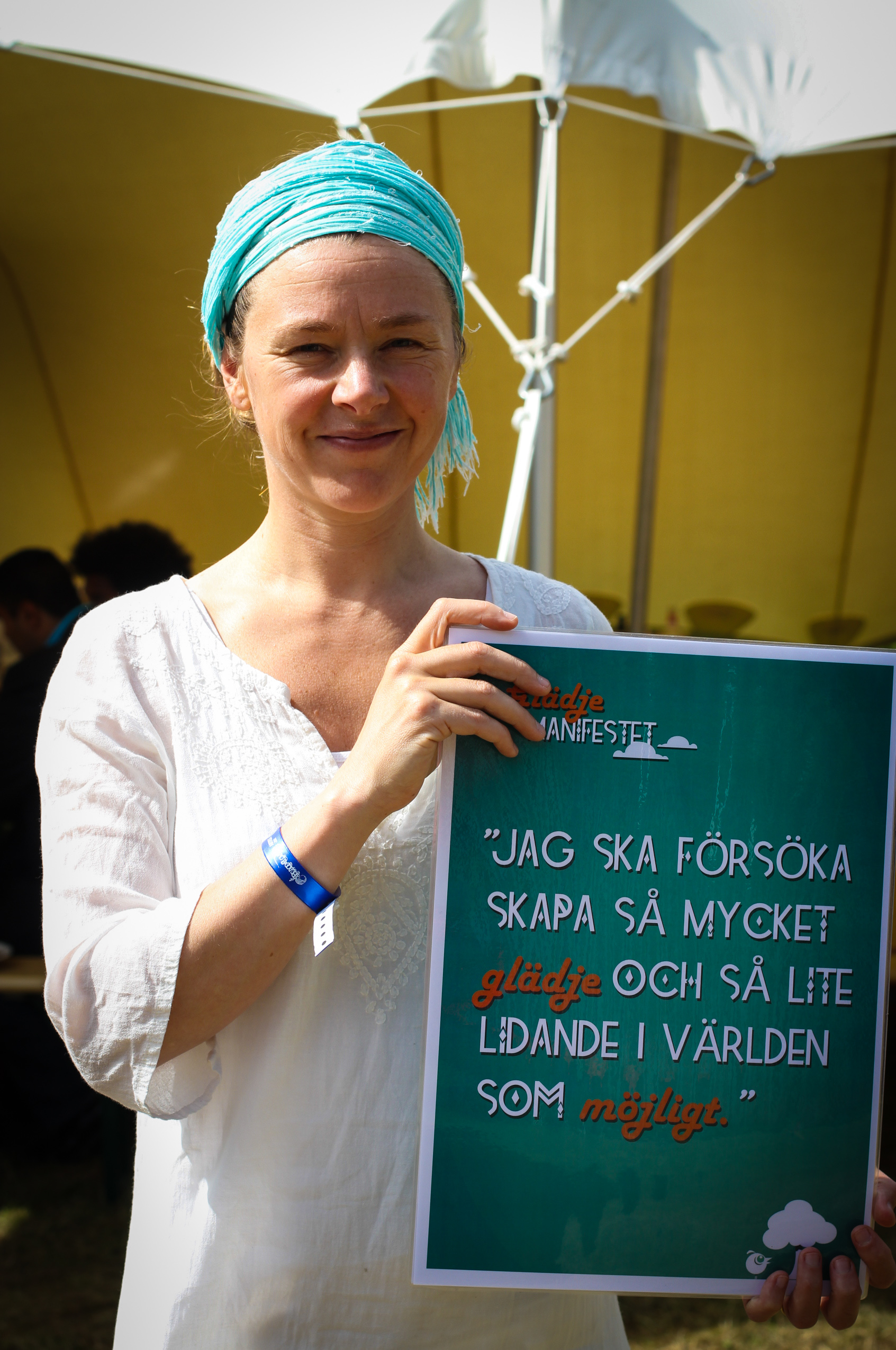
Tina Lovesan 2012

Tina Cecilia Elisabeth Nordlund (* 19. März 1977 in Sundsvall; ⚭ Tina Lovesan) ist eine ehemalige schwedische Fußballspielerin.

## Karriere
Nordlund spielte von 1996 bis 2002 für Umeå IK damfotboll in der Damallsvenskan. Zwischen 2000 und 2002 wurde sie dreimal schwedischer Meister und 2000 mit dem Diamantbollen als beste Fußballerin Schwedens ausgezeichnet. Während der Spielzeit 2002 beendete sie ihre Karriere, da sie an Anorexia nervosa erkrankte.
Nordlund spielte 43-mal für die A-Nationalmannschaft. Bei der Europameisterschaft 2001 erreichte sie mit ihrer Mannschaft das Finale, das am 7. Juli in Ulm jedoch gegen die Nationalmannschaft Deutschlands mit 0:1 nach der seinerzeitigen Regelung Golden Goal verloren wurde.

## Erfolge
- Algarve-Cup-Sieger 2001

## Sonstiges
2006 veröffentlichte sie mit Unterstützung des Sportjournalisten Simon Bank unter dem Titel „Genom helvetet : om fotboll, kärlek och anorexi“ eine Autobiografie.